# Жан Алавоан
Жан Алавоан (фр. Jean Alavoine; 1. април 1888 — 18. јул 1943), је бивши француски професионални бициклиста у периоду од 1908. до 1925. године. Алавоан је двапут био национални шампион и победио је 17 етапа на Тур де Франсу. На листи Данијела Марцалека, најбољих друмских бициклиста свих времена, заузима 96 место.

## Каријера
Жан Алавоан је почео каријеру 1908. и није успио да оствари запажене резултате прве сезоне. 1909. освојио је национално првенство, затим друго место на Туру Белгије, уз две етапне победе. И на Тур де Франсу је победио на две етапе и освојио је треће место у генералном пласману. Наредне две године пропустио је Тур, а 1912. завршио је на петом месту, уз три етапне победе. 1913. завршио је на шестом месту на трци Милан—Санремо, док на Тур де Франсу није успио да оствари ниједну победу и завршио је на 19 месту. 1914. године је био близу освајања Тура, али је завршио трећи, са једном етапном победом.
Први светски рат је прекинуо његову каријеру до 1919. године. када се вратио бициклизму и освојио трку Стразбур—Париз, након чега је возио Тур де Франс и освојио друго место, уз пет етапних победа. Након Тура, завршио је други и на гран прију Де ла Лора.
1920. је возио свој први Ђиро и освојио је треће место, уз две етапне победе. Након Ђира, завршио је на десетом месту на трци Милан—Санремо и освојио је национално првенство по други пут, после 11 година. На Тур де Франсу је одустао већ на другој етапи. 1921. године опет није завршио Тур, повукао се на четвртој етапи, а освојио је друго место на Бордо—Париз трци.
1922. године, освојио је трке Мон Кавујир и Париз—Лион, а затим је освојио друго место на Тур де Франсу, оставши иза Фирмина Ламбоа. Алавоан је био лидер пет дана, на етапи 11 је имао механички проблем и изгубио је 6 минута. На етапи 12 је изгубио 37 минута и пао је на друго место, где је остао и до краја. Те године, Алавоан је победио на три етапе заредом, а освојио је незваничну брдску класификацију.
1923. Алавоан је освојио још три етапе на Туру и то су му биле задње победе, а возио је Тур и 1924. и 1925. али без успеха. Задњу победу остварио је 1924. на трци Бордо—Марсељ, где је победио на другој етапи.
Алавоан је умро 1943. за време трке ветерана у Аржантеју.